# Piper pseudomatico
Piper pseudomatico är en pepparväxtart som beskrevs av William Trelease. Piper pseudomatico ingår i släktet Piper och familjen pepparväxter. Inga underarter finns listade i Catalogue of Life.